# Pehr Malmström
Pehr Malmström, född den 11 december 1758 i Gunnilbo socken, Västmanland, död den 18 september 1834, var en svensk präst och bibliotekarie.
Malmström blev 1776 student vid Uppsala universitet, 1785 filosofie magister (primus) och 1786 docent i praktisk filosofi. Han ordnade och förtecknade den kungliga samlingen av kufiska mynt och utnämndes 1789 till professor i österländska språk och grekiska vid Åbo universitet. År 1795 utsågs Malmström, på grund av rikskanslern Sparres inflytande, till kunglig bibliotekarie, med förbigående av den högt förtjänte, sextiofyraårige Gjörwell. Han ordnade biblioteket i dess nyinredda lokal i kungliga slottet och förmådde Gustav IV Adolf att 1797 skänka sin fars betydande boksamling till kungliga biblioteket, skaffade detta ökade anslag för bokinköp, fördubblade dess personal och gjorde det tillgängligt för allmänheten med mera. År 1804 förordnades Malmström att granska alla utländska tidningar och tidskrifter samt ha uppsikt över alla svenska arbeten av samma slag. Vidare erhöll han småningom flera andra uppdrag, alla syftande att inskränka tryckfriheten och lägga band på den litterära gemenskapen med utlandet. Det var klart, att stort missnöje skulle drabba Malmström för dessa värv, som han dock säger sig ha utövat med största möjliga eftergift och liberalitet. 
År 1807 fick Malmström kansliråds fullmakt, prästvigdes 1808 och erhöll 1811 Skövde pastorat. Han utgav utom predikningar och akademiska avhandlingar Prospectus till en afhandling om nationalrepresentation och statsdepartementer i Sverige (1809), av samtida bedömare betecknad som "lärd och ordentlig, men något öfverspänd", Essai sur le système militaire de la Suède (1813), vars egentlige författare lär ha varit översten friherre Gustaf Fredrik Adam Sture, Skrifter i åtskilliga ämnen (1818) och Ämbetsberättelse med tillhörande handlingar (1819), en viktig källa för kunskapen om de litterära förhållandena under Gustav IV Adolfs tid, trots att de utlovade bilagorna aldrig utkom. I samband med sin ansökan om Stora Tuna pastorat i Dalarna råkade han i häftig fejd med Västerås domkapitel, där J.O. Wallin då var den ledande, men Malmström gick segrande ur striden och utnämndes slutligen 1822 till det ovanligt förmånliga gället, vilket föranledde landshövding Hans Järta att begära avsked. Malmströms skriftväxling och enskilda förhållanden var inte ägnade att stärka hans anseende.